# الهجرة من بولندا إلى ألمانيا بعد الحرب العالمية الثانية

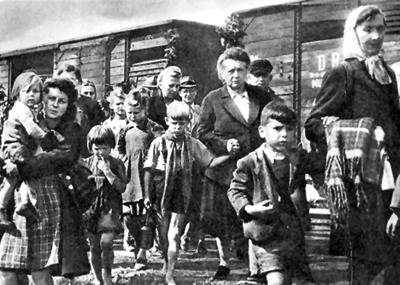

نتيجةً للحرب العالمية الثانية، تحولت حدود بولندا إلى الغرب. ومع هذا الترسيم الجديد لبولندا الجديدة، ظلَّ هناك عدد كبير من الألمان العرقيين الذين طردوا من بولندا لاحقًا في عام 1951. أما بقية ألمان الرايخ فقد كانوا في المقام الأول من السكان الأصليين الذين سُمِح لهم بالبقاء في بولندا بعد الحرب بعد إعلانهم الجنسية البولندية من خلال عملية تحقق. وفقًا للمادة 116 من الدستور الألماني، جميع المواطنين الألمان السابقين (بغض النظر عن جنسيتهم) «قد يُسمح لهم إعادة الجنسية الألمانية عند الطلب» ولا «يُعتبروا محرومين من جنسيتهم الألمانية في حال كانوا قد أقروا محل إقامتهم في ألمانيا بعد 8 مايو 1945 ولم يعربوا عن نية مخالفة لذلك». وقد سمح هذا التنظيم للسكان الأصليين وللألمان العرقيين بالبقاء في بولندا واستعادة الجنسية الألمانية والاستقرار في ألمانيا الغربية أيضًا. بالإضافة إلى هذه المجموعات السكانية، فإن عددًا كبيرًا من البولنديين الذين لم يحصلوا قطّ على الجنسية الألمانية قد قرروا الهجرة إلى ألمانيا الغربية خلال فترة جمهورية بولندا الشعبية لأسباب سياسية واقتصادية عديدة.[بحاجة لمصدر]

## الهروب وطرد الألمان من بولندا
بعد عام 1945، استُخدم الترحيل العرقي لإنشاء دولة متجانسة داخل الحدود الجديدة لجمهورية بولندا الشعبية (التي كانت تحتوي على مساحة كبيرة من الأراضي التي كانت ذات يوم جزءًا من الأراضي الشرقية السابقة لألمانيا). شملت المجموعات السكانية التي أُجبرت على الانتقال سكان ألمانيا الأصليين الذين قدموا من الأراضي المُستعادة إلى ألمانيا المحتلة من قِبَل قوات الحلفاء بعد الحرب، وشملت أيضًا أفراد أوكرانيين ممن قدموا من شرق بولندا إلى الاتحاد السوفييتي أو الأراضي المُستعادة.
اتخذ حلفاء الحرب العالمية الثانية قرار نقل الحدود البولندية غربًا في مؤتمري طهران ويالطا وتم الانتهاء منه مع إبرام اتفاقية بوتسدام، كما نص على طرد المواطنين الألمان إلى ألمانيا المحتلة من قِبَل قوات الحلفاء. على الرغم من أن اتفاقية بوتسدام قد تركت القرار النهائي بشأن تحول الحدود إلى معاهدة سلام مستقبلية، الأمر الذي فسرته الحكومة البولندية (التي كانت قد نفذت عمليات الطرد قبل بوتسدام من منطقة خط أودر-نايسه) على أنه قرار نهائي ستتأكد بموجبه معاهدة السلام. في الواقع، تم توقيع اتفاقية بوتسدام بالفعل. حُدّد وضع المطرودين في ألمانيا الغربية بعد الحرب، الأمر الذي ضمن حق العودة لليهود الألمان، بشكل قانوني في قانون الطرد الفيدرالي لعام 1953.
انتهى ترحيل الألمان عام 1950؛ ومن عام 1945 حتى عام 1950، تم ترحيل ما يقرب من 3.2 مليون شخص. بعد ذلك، ذكرت السلطات أن هناك (على الأكثر) آلاف من الألمان الأصليين يعيشون في بولندا؛ ومن بينهم الذين يعيشون بين مجموعات المازوريين والسيليوس والكاشوبيين. عُدَّ رئيس الوزراء تاديوس مازوفيتسكي (الذي شغل منصبه لفترة مابين 1989-1991) أول رئيس وزراء بولندي يعترف رسميًا بالأقلية الألمانية.
خلال فترة ما بعد الحرب، أعاد البولنديون توطين الأراضي الجديدة. في عام 1944، استقر ما يقارب 155 ألف رجل من كريسي في الغرب (الأراضي البولندية الواقعة إلى الشرق من خط كورزون)، والذين قد تم تجنيدهم في الجيش البولندي. فقد أتى حوالي 2,9 مليون مستوطن من وسط بولندا، وتم تحرير ما يصل إلى مليوني مستوطن من العمل القسري في ألمانيا النازية. وطرد 1,126,000 بولندي من الأراضي البولندية السابقة في الشرق؛ غير أن ما يقدر بـ525 ألف بولندي قد يقوا في تلك الأراضي بعد الحرب.